# 28a edició dels Premis Sant Jordi de Cinematografia
La 28a edició dels Premis Sant Jordi de Cinematografia va tenir lloc el 7 de maig de 1984, patrocinada per Ràdio Nacional d'Espanya. Els premis es van donar a conèixer el dia 22 d'abril. En aquesta edició es van separar els premis a les millors interpretacions en una femenina i una masculina, i deixaren d'entregar-se el premi al curtmetratge i a la pel·lícula infantil.
La cerimònia d'entrega es va dur a terme a l'Hotel Ritz de Barcelona. La gala fou presentada per Charo Espinosa i Ricard Fernàndez Deu, amb música de Joan Pineda i Sirvent amb el transformista Ángel Pavlovsky. L'acte fou presidit per Xavier Foz, director de RNE a Barcelona, qui va entregar una placa commemorativa als fundadors del premi Esteve Bassols i Jordi Torras.

## Premis Sant Jordi
| Categoria                    | Premiat                                      | Labor premiada      |
| ---------------------------- | -------------------------------------------- | ------------------- |
| Millor pel·lícula espanyola  | El sur                                       | Pel·lícula          |
| Millor pel·lícula estrangera | Une chambre en ville                         | Jacques Demy        |
| Millor actor espanyol        | Eusebio Poncela                              | El arreglo          |
| Millor actriu espanyola      | Julieta Serrano                              | Entre tinieblas     |
| Millor actor estranger       | Peter O'Toole                                | El meu any preferit |
| Millor actriu estrangera     | Joanna Cassidy                               | Sota el foc         |
| Premi Especial del Jurat     | Setmana Internacional de Cinema de Barcelona | -                   |